# Spoorlijn Mariadorf - Mariagrube
De spoorlijn Mariadorf - Mariagrube was een Duitse spoorlijn en was als spoorlijn 9 onder beheer van DB Netze.

## Geschiedenis
Het traject werd door de Rheinische Eisenbahn-Gesellschaft geopend op 29 december 1870 ter ontsluiting van de mijn Mariagrube. Na sluiting van de mijn in is de spoorlijn in 1957 gesloten en opgebroken. 

## Aansluitingen
In de volgende plaatsen is of was er een aansluiting op de volgende spoorlijnen:
Mariagrube
DB 2555, spoorlijn tussen Aachen Nord en Jülich
DB 2570, spoorlijn tussen Stolberg en Herzogenrath